# Ichneumon mordaxiops
Ichneumon mordaxiops là một loài tò vò trong họ Ichneumonidae.